# Expedition von Hume und Hovell

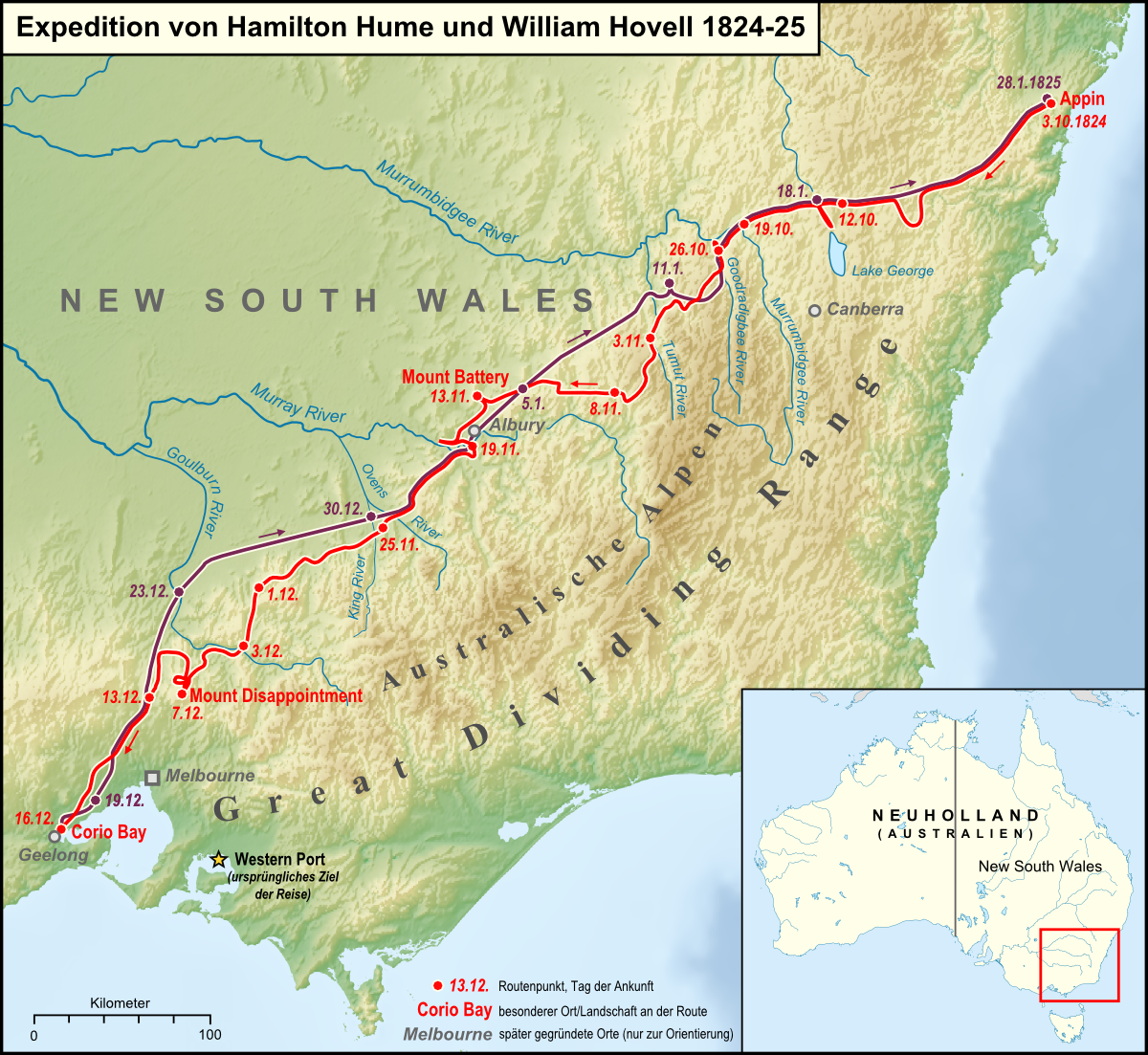

Die Expedition von Hume und Hovell fand in den Jahren 1824 und 1825 unter Führung von Hamilton Hume und William Hovell statt und gehört zu den bedeutendsten Entdeckungsreisen, die im östlichen Australien unternommen wurden. Es war die erste Expedition, die einen Weg von New South Wales in das Hinterland von Victoria fand und neue Erkenntnisse über das dortige Flusssystem erbrachte. Sie war der erste Schritt zur erfolgreichen Besiedelung und Nutzung dieser fruchtbaren Gebiete. Ursprüngliches Ziel war es, Western Port zu erreichen, das die Gruppe aufgrund eines Berechnungsfehlers Hovells aber verfehlte. Stattdessen fand sie sich 100 Kilometer westlich davon in Port Phillip wieder. Der Erfolg der Forschungsreise hing maßgeblich von den Stärken der beiden Expeditionsleiter ab: Während Hume eine starke Führungspersönlichkeit und erfahrener Entdecker war, war Hovell ein exzellenter Navigator. Ihr Verhältnis war von Anfang an gespannt, trotz ihrer erfolgreichen Zusammenarbeit entwickelte sich in späteren Jahren ein dauerhafter Streit.

## Vorgeschichte und Vorbereitungen

Vor 1825 erhob Großbritannien nur auf die östliche Hälfte Australiens Anspruch. Die einzige Kolonie war New South Wales.

Bis 1813 waren nur Australiens Küstenregionen bekannt, das gesamte Hinterland hingegen unerforscht. Die erste erfolgreiche Überquerung der Blue Mountains, die wegen ihrer Unzugänglichkeit eine Ausdehnung der Kolonie in den Westen verhinderten, gelang der von Gregory Blaxland geführten Expedition mit William Lawson und William Charles Wentworth im Jahr 1813, in dem auch George William Evans weiter ins Hinterland der Blue Mountains vordrang.
Einer der wichtigsten Entdecker vor Hume und Hovell war John Oxley, der ab 1817 die Flüsse erforschte, die von den Blue Mountains aus ins Landesinnere fließen. Oxley versuchte zunächst, dem Lachlan River zu folgen, der jedoch wie sämtliche Seitenarme in Sümpfen mündet. Er verpasste auf dieser Expedition nur knapp den Murrumbidgee River, der ein wichtiger Zufluss des Murray River und Murray-Darling-Flusssystems ist. Aufgrund dieser Ergebnisse schloss er aus, dass alle Flüsse Zuflüsse eines großen Stromes seien, der Richtung Süden ins Meer fließe, sondern vermutete ein Binnenmeer. 1818 startete er seine zweite Expedition und versuchte, auf dem Macquarie River bis zu diesem Binnenmeer zu fahren. Es stellte sich allerdings heraus, dass dem Macquarie ähnlich schwer zu folgen war wie dem Lachlan, weil der Flusslauf nach 120 Meilen in einer Marschlandschaft aufging. Diese Ergebnisse seiner Expeditionen brachten Oxley zu der Auffassung, dass der Kontinent zum Großteil von Moor bedeckt sei.

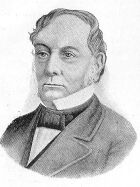
Hamilton Hume (1797–1873)

Nach Oxleys Misserfolgen stellte der Gouverneur von New South Wales, Thomas Brisbane, kein weiteres Geld für die Erforschung der Flüsse bereit, sondern plante die Erforschung des Landes zwischen dem weitesten Punkt von Oxleys Reisen und der Südküste. Sein Plan sah vor, eine kleine Gruppe mit Vorräten auf Wilsons Promontory, einer Halbinsel im Süden Victorias, abzusetzen, von wo aus sie einen Weg nach Sydney finden sollte. 1824 schlug Brisbane Hamilton Hume als Expeditionsleiter vor. Hume war gebürtiger Australier und nahm seit seinem 17. Lebensjahr an Expeditionen teil, weshalb er bis 1824 bereits große Erfahrung hatte sammeln können und die Leitung der Expedition übernahm. Er hielt indes nichts von den Plänen des Gouverneurs und schlug eine andere Vorgehensweise vor: von Sydney aus in südwestlicher Richtung vorzustoßen und Western Port, eine Bucht im Süden Victorias, zu erreichen. Brisbane versprach zwar, die Expedition zu unterstützen, hielt sich aber letztlich nicht daran. Daher gewann Hume den ehemaligen Kapitän William Hilton Hovell, der sich finanziell beteiligen wollte, wenn auch die Regierung einen Teil der Kosten trug. Hovell war gebürtiger Engländer und im Oktober 1813 nach Australien gekommen. Wegen seiner Fähigkeiten als Navigator war er eine gute Ergänzung für Hume.

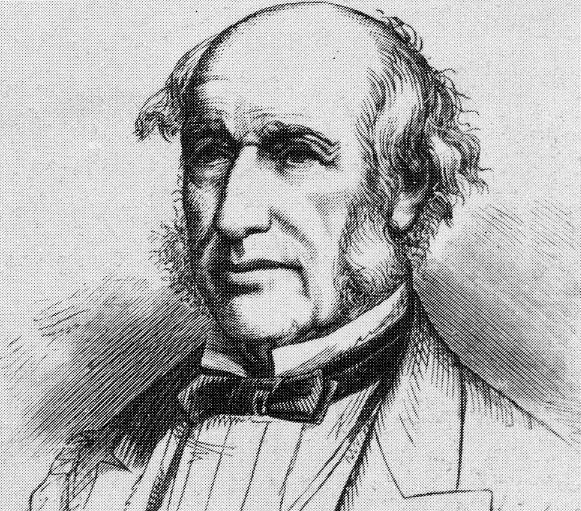
William Hovell (1786–1875)

Neben Hume und Hovell nahmen sieben weitere Personen an der Expedition teil, darunter sechs Sträflinge – Benjamin Smith, Henry Angel, Samuel Bullard, Claude Barrois, Thomas Boyd, James Fitzpatrick – sowie ein Aborigine unbekannten Namens als Dolmetscher. Es war in Australien üblich, Sträflinge als Arbeiter an Privatleute zu verleihen oder anderweitig zur Arbeit zu zwingen.
Die Expedition von Hume und Hovell war die erste Expedition auf australischem Gebiet, die Ochsen nutzte und zur Entfernungsmessung ein Messgerät verwendete, einen sogenannten Hodometer, der die zurückgelegte Entfernung anhand der Radumdrehungen der Ochsengespanne maß.
Neben Ochsen, Pferden, Hunden und zwei Planwagen führte sie Verpflegung für 16 Wochen, Zelte, Seile, Packsättel, Waffen, Munition und Navigationsinstrumente wie Kompass und Sextant mit. Da die Regierung nicht für die Kosten aufkommen wollte und kaum Ausrüstung stellte, war die Entdeckungsreise fast vollständig privat finanziert. Lediglich Musketen, Zeltplanen und das Bettzeug wurden staatlich finanziert, was die Expedition nach Aussage Hovells um nicht mehr als 50 ₤ entlastete.
Gouverneur Brisbane sicherte jedoch beiden Expeditionsführern als Lohn für ihre Teilnahme Land in der Größe von je etwa 5 km² zu.

## Expedition

### Verlauf
Hume und Hovell folgten grundsätzlich einer in Süd-West-Richtung verlaufenden imaginären Linie von Sydney nach Western Port, wurden allerdings immer wieder von ihrem Kurs abgebracht und fanden sich schließlich aufgrund ungenauer Positionsbestimmungen durch Hovell rund 100 Kilometer zu weit westlich an der Corio Bay nahe Geelong im Westen der heutigen Port Phillip Bay wieder. Die zurückgelegte Route lässt sich in drei Abschnitte aufteilen.

#### Appin bis Lake George
William Hovells Ausgangspunkt war seine Farm „Narralling“, elf Kilometer nordwestlich von Humes Station bei Appin gelegen. Von dort aus machte er sich am 2. Oktober 1824 mit seinen beiden Helfern, vier Ochsen, einem Pferd und mehreren Hunden auf den Weg zu Humes Farm.
Nachdem Hovell am selben Tag bei Hume ankam, vereinigten sich die beiden Gruppen, bepackten die Wagen und verließen Appin am Morgen des 3. Oktober. Der erste Teil der Reise verlief ruhig und war leicht zu bewältigen, da sich die Expedition auf besiedeltem Gebiet bewegte. Unterwegs wurden befreundete Landbesitzer besucht, am 13. Oktober erreichte sie Humes Station nahe dem Lake George. Von dort aus folgten die Reisenden dem Lerida Creek zum Lake George, wo sie drei Tage blieben, bevor sie zu Humes Station zurückkehrten.

#### Lake George bis Tumbarumba Creek
Humes Station am Lake George war der letzte Außenposten des besiedelten Teils der Kolonie, sodass die eigentliche Erforschung des Kontinents erst hier begann. Das Vorankommen wurde vor allem durch die zu überquerenden Flüsse erschwert, aber auch durch das unwegsame Gelände.

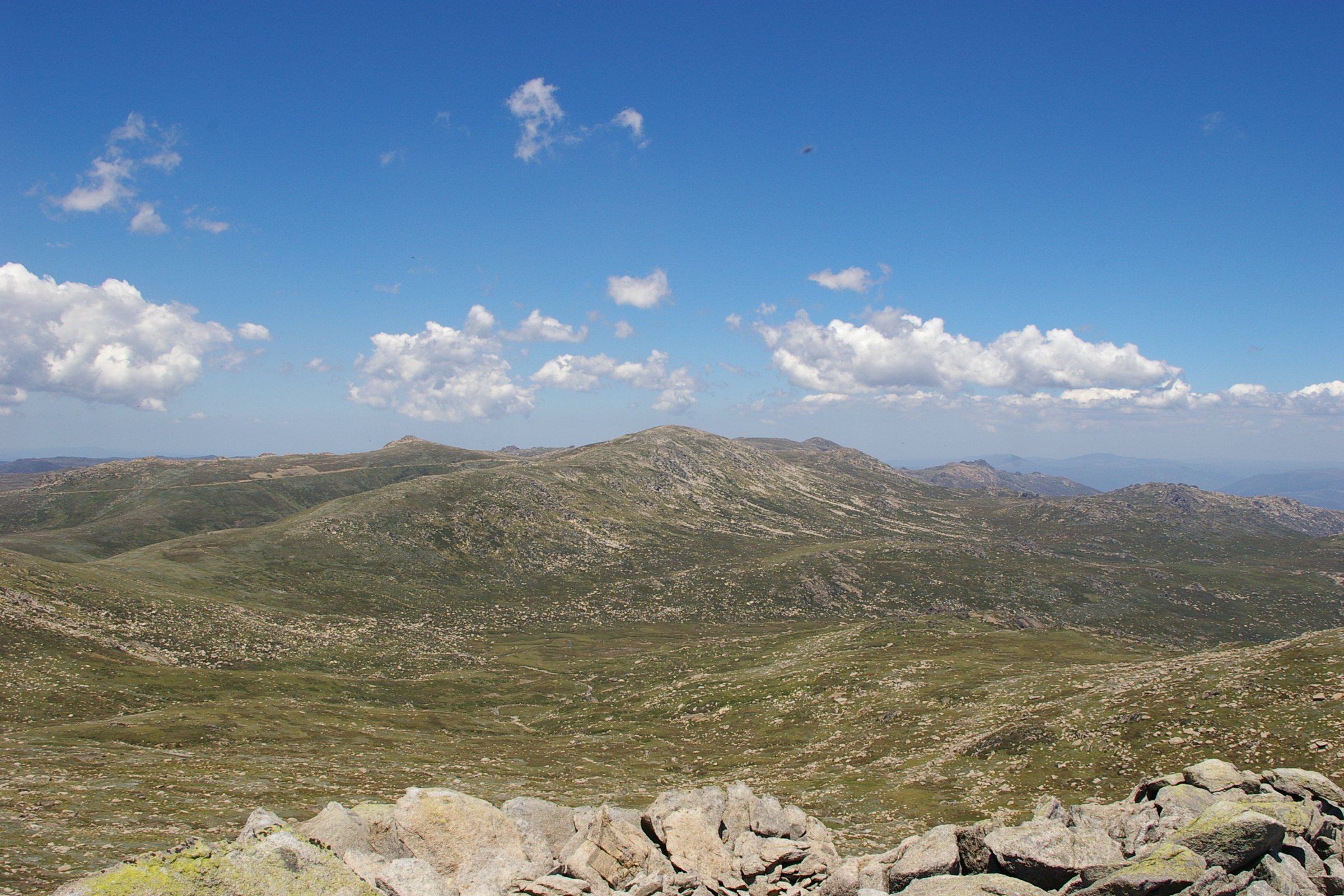
Mount Kosciuszko ist der höchste Berg auf dem Festland Australiens und liegt in den Snowy Mountains. (Blick vom Mount Townsend)

Am Sonntag, den 17. Oktober brach die Expedition ohne den einheimischen Führer für die Yass-Ebene auf, da dieser die Gruppe am Tag zuvor unerwartet verlassen hatte. Am folgenden Tag durchquerte sie das Grasland, die Mcdougal’s Plains, sodass sie am 19. Oktober am Ufer des Murrumbidgee River stand. Wegen des steigenden Wasserstands wurde von einer Überquerung des Flusses zunächst abgesehen, bis die Forschungsreisenden am 22. Oktober den Entschluss fassten, trotz des hohen Wasserstandes ein Übersetzen zu versuchen. Dazu bauten sie einen Karren zu einem schwimmfähigen Boot um und mussten im Folgenden ein Seil über den 30 bis 40 Meter breiten Fluss spannen, um daran den Karren über den Fluss und wieder zurück bewegen zu können. Insgesamt dauerte es vier bis fünf Stunden, bis alle Vorräte und Ausrüstungsgegenstände zum anderen Ufer gebracht waren.

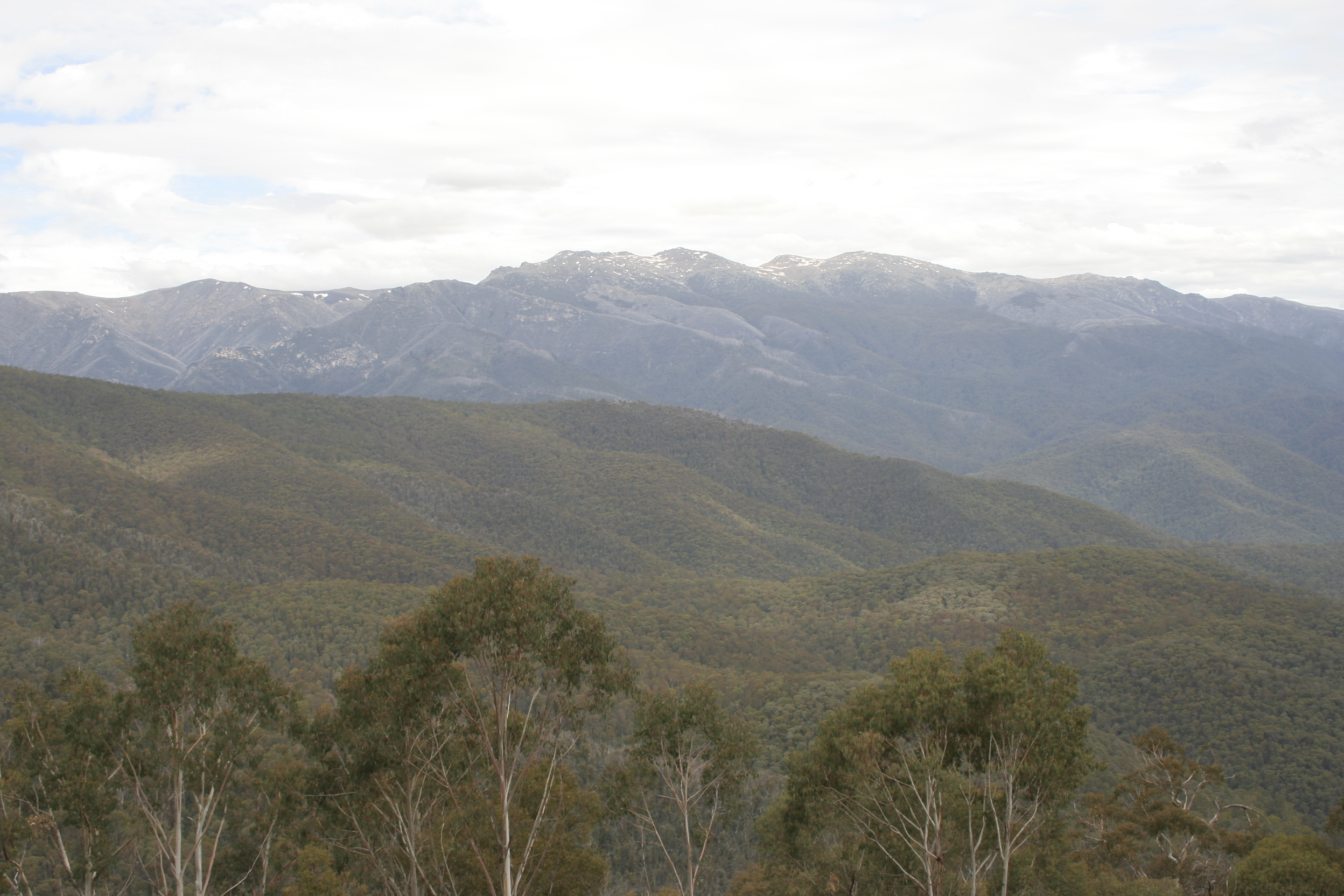
Geehi Walls nahe Mount Kosciuszko in den Snowy Mountains. Dieser Teil der Australischen Alpen wurde am 8. November 1824 erstmals gesichtet

Nach dem Murrumbidgee River erwartete die Gruppe schwieriges Terrain, denn der Murrumbidgee und der Goodradigbee River fassen ein hoch gelegenes und felsiges Gebiet fast vollständig ein. Im Süden erhebt sich das Gelände bis zu 1900 Meter hoch. Im Westen schließt sich eine weitere Gebirgsformation an, die im Süden die Snowy Mountains in den Australischen Alpen bildet, in denen sich auch der höchste Berg auf dem Festland Australiens, der Mount Kosciuszko, erhebt.
Wegen des schwierigen Geländes musste die Expedition seit der Flussquerung einem Zickzackkurs folgen, wobei sie sich weiterhin in südwestlicher Richtung hielt. Am 24. Oktober wurden die Männer von einer Bergkette aufgehalten und verbrachten den Tag damit, einen Pass über die Berge zu suchen. Nachdem Hume einen solchen noch am Abend desselben Tages gefunden hatte, konnte die Gruppe am Nachmittag des 25. Oktober die Bergkette durchqueren. Sie fand sich nun am Ufer des Goodradigbee Rivers wieder und benötigte den folgenden Tag, um ihn zu queren. Im Angesicht des bergigen Landes vor ihnen entschieden sich Hume und Hovell dazu, die Ochsenkarren an Ort und Stelle stehen zu lassen und nur noch mit den Tieren als Lastenträgern weiterzuziehen.
Am 27. Oktober folgte die Gruppe dem Hinweis einiger Aborigines auf einen Pass über die Berge und zog nach Norden entlang des Flusses weiter, bis sie wieder auf den Murrumbidgee trafen. Dort mussten sie feststellen, dass der beschriebene Weg für das Vieh nicht zu bewältigen war, und kehrten daher um.
Erst zwei Tage später gelang es Hume, einen Weg aus dem Tal des Goodradigbee River zu finden. Von nun an bewegten sie sich hauptsächlich durch eine waldige Landschaft, die sich mit Sümpfen und Grasflächen abwechselte. Sie überquerten den Goobarragandra River am 2. November, bevor sie wenig später auf den Tumut River stießen. Zunächst folgten sie ihm stromaufwärts in südlicher Richtung, ehe sie am 3. November übersetzten und ihm weiter nach Süden folgten, bis sie am 4. November eine Lücke in der Bergkette westlich von ihnen fanden.
Am 6. November stießen sie auf den Burra Creek, der sie zum Tumbarumba Creek brachte. Dort sichteten sie als erste Europäer der Geschichte am 8. November im Süden die schneebedeckten Gipfel der Australischen Alpen.

#### Tumbarumba Creek bis Corio Bay
Der Zeitpunkt der Sichtung der Australischen Alpen war auch ein Wendepunkt für die Marschrichtung der Expedition. Die Gruppe hätte dem Tumbarumba Creek stromabwärts nach Süden folgen können, da es sich bei ihm um einen Zufluss des Murray River handelt. Dies hätte aber auch bedeutet, einen Weg durch das bergige und steile Terrain entlang des Flusses finden zu müssen, was mit Ochsen und Pferden eine schwere Aufgabe gewesen wäre. Aus diesem Grund machte die Gruppe kehrt und zog dem Tumbarumba Creek zunächst stromaufwärts folgend nach Norden, bevor sie am Fuße einer Gebirgsformation nördlich des Murray River nach Westen vorstieß. Eine Woche später standen die Männer bei Albury am Ufer des Murray River, den sie zunächst Hume River tauften. Auf der Suche nach einer geeigneten Stelle zur Überquerung folgten sie ihm zunächst einen Tag in westlicher Richtung. Im heutigen Albury schnitzten sie ihre Namen in den sogenannten „Hovell Tree“, an dem heute eine Gedenkplakette angebracht ist.
Am 20. November konnten sie den Murray River schließlich überqueren und drangen danach tiefer in das südwestlich vor ihnen liegende Land vor. Dabei mussten sie mehrere große Flüsse wie den Ovens River am 25. November und den Goulburn River am 3. Dezember überqueren. Die Landschaft geht hier von Wald- zu Sumpfgebieten über.
Einen Rückschlag für die Expedition stellte Mount Disappointment dar. Nachdem die Männer seit der Überquerung des Murray Rivers weitgehend mühelos ihrer Süd-West-Route hatten folgen können, erkletterten sie am 7. Dezember eine Gebirgskette, auf deren Grat sie zu ihrer Enttäuschung feststellen mussten, dass sich auf der anderen Seite ein noch höherer Gebirgszug befand. Sie stiegen ins Tal hinab und erklommen anschließend die nächsten Berge, wo sie an eine Stelle gelangten, an der sie sich wegen der hoch wachsenden Pflanzen nicht mehr orientieren konnten. Die nächsten eineinviertel Meilen legten sie daher zurück, ohne zu wissen, wo sie sich befanden. Während sie ihren Weg durch das Gebüsch suchten, wurden sie vom Einbruch der Nacht überrascht und mussten daher in dem unwegsamen Gelände übernachten. Am folgenden Tag machten sie sich an den Abstieg und folgten dem King Parrot Creek, den sie zwei Tage zuvor erst überquert hatten. Zudem fassten sie den Plan, den Gebirgszug für die Suche eines Weges zunächst nochmals zu Fuß zu ersteigen sowie das Vieh gegebenenfalls nachzuholen. Am 9. Dezember wollten sie diesen Plan in die Tat umsetzen, stellten aber seine Aussichtslosigkeit fest und gaben dem Massiv seinen heutigen Namen Mount Disappointment (deutsch etwa „Berg [der] Enttäuschung“). Sie kehrten von ihrer Erkundungstour am Abend zurück und umgingen die Formation im Norden.

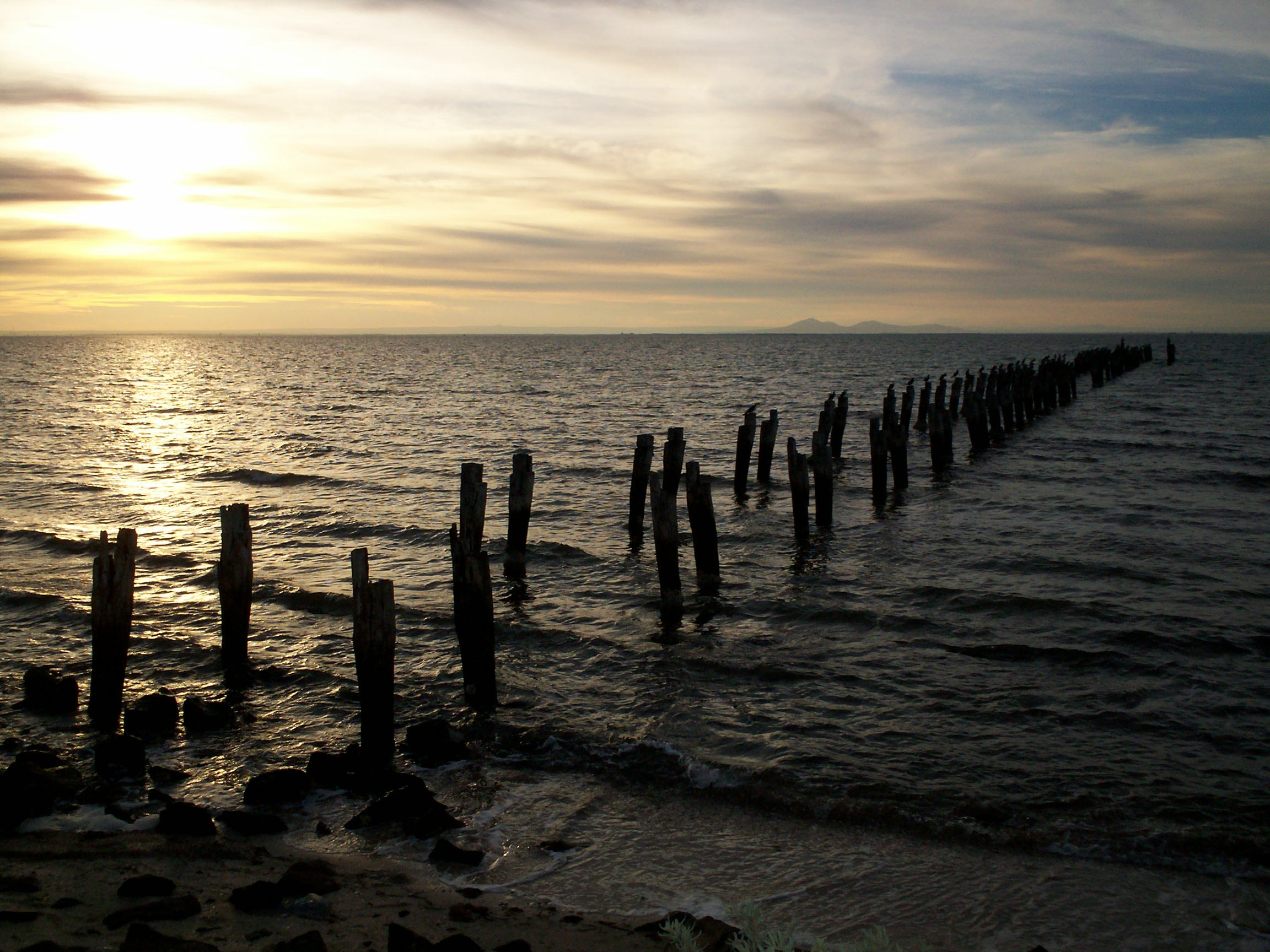
Die Corio Bay ist eine Seitenbucht der Port Philipp Bay.

Nach Mount Disappointment kamen sie gut voran und sahen vielversprechendes Weideland in der Umgebung. Am 14. Dezember querten sie den Maribyrnong River und standen schließlich am 16. Dezember an der Südküste, genauer an der Corio Bay nahe Geelong.

#### Rückweg
Damit die Lebensmittel auf dem Rückweg nicht knapp werden würden, machte sich die Gruppe schon am 17. Dezember auf den Heimweg. Wegen der auf dem Hinweg gewonnenen Erfahrung nahm sie einen westlicheren Weg, der durch leichteres Gelände führte und somit keine Umwege notwendig machte. So erreichten sie, wesentlich schneller als auf dem Hinweg, bereits am 28. Januar 1825 wieder Appin.

### Ergebnisse
Die Expedition von Hume und Hovell brachte wichtige Erkenntnisse über das Innere Australiens. So zeigte sie, dass es entgegen John Oxleys Einschätzung auch in anderen Teilen des Kontinents fruchtbares Land gab, was eine weitere Besiedelung ermöglichte. Bald nach Abschluss der Entdeckungsreise nutzten Siedler die gefundene Expeditionsroute, um in diese Gebiete zu gelangen. Heute folgt der Hume Highway von Sydney nach Melbourne über Albury ungefähr der Expeditionsroute.

## Nachwirkungen

### Zeitungskontroverse
Schon kurz nach der Rückkehr nach Sydney und der Veröffentlichung erster Reiseberichte begann in den Zeitungen eine rege Diskussion darüber, wie die Ergebnisse zu bewerten seien. Auslöser war ein Leitartikel vom 10. Februar 1825 in der Zeitung The Australian, der das entdeckte Land um Port Phillip (damals noch für Western Port gehalten) lobte und herausstrich, wie falsch Oxleys Einschätzung war, dass nur das Land um Sydney herum nutzbar sei. Zudem forderte man eine Straße von Bathurst nach Western Port, um Handel zu ermöglichen und einen neuen Siedlungsimpuls zu geben. Selbst wenn die Straße nicht zustande kommen sollte, so hielt man doch eine Schiffsverbindung zur Bucht für möglich. Des Weiteren sprach sich der Leitartikel für eine angemessene Anerkennung der Expeditionsleiter aus, da sie die Expedition zum größten Teil selbst finanziert hatten.
Dies löste vier unterschiedliche Reaktionen aus, die alle eine Woche später am 17. Februar veröffentlicht wurden. Hamilton Hume hatte Sorge, dass der Leitartikel das Bild erwecken könnte, die Route nach Western Port sei zu unwegsam für Karren. Er widersprach dem Verfasser des Artikels und warf ihm vor, sehr wohl zu wissen, dass das Land mit Ochsenkarren zu durchqueren sei, und bot eine Wette um 500 £ an, dass er problemlos ein Pferdegespann von Appin nach Western Port führen könne.
Hovell relativierte die Feststellung des Leitartikels, dass die Expedition nur von Hume und Hovell getragen worden sei. Er merkte stattdessen an, dass sie alle Hilfe von der Regierung erhalten hätten, die benötigt gewesen sei.
Die Sydney Gazette, eine Konkurrentin der The Australian, verteidigte dagegen John Oxley und andere alte Entdecker. Dabei verhöhnte sie das andere Blatt für seinen Enthusiasmus und zog die Ergebnisse der Expedition in Zweifel. Dafür wurden die Berichte der Entdecker zitiert, die Western Port und Port Phillip Anfang des 19. Jahrhunderts erkundet hatten. Wegen der widersprüchlichen Beschreibungen von Western Port schloss die Sydney Gazette, dass Hume und Hovell ihr erklärtes Ziel nicht erreicht hätten.
Die vierte Reaktion war ein Beitrag eines Sympathisanten Humes, der unter dem Namen „Truth and Justice“ (dt. „Wahrheit und Gerechtigkeit“) die Tendenz in den Zeitungen kritisierte, Hovells Namen vor Humes zu nennen. Er sah den wesentlichen Beitrag zur Expedition und zum Wohlergehen der Kolonie bei Hume und stellte die Praxis in Frage, Hovell derartig hervorzuheben. Der Vorwurf, Hovell habe letztlich nichts für das Gelingen des Unternehmens geleistet, hielt sich noch lange.
Die Thesen von „Truth and Justice“ wurden im Folgenden viel diskutiert. Dennoch rückte man in der nächsten Zeit nicht davon ab, Hovells Namen zuerst zu nennen.

### William Blands Aufarbeitung
Der Arzt und Politiker William Bland (1789–1868) machte es sich in den Jahren 1825 bis 1830 zur Aufgabe, die Expeditionsroute aufzuarbeiten, und veröffentlichte darüber 1831 das Buch Journey of Discovery to Port Phillip, New South Wales; by Messrs. W. H. Hovell and Hamilton Hume: in 1824 and 1825. Es basiert zum größten Teil auf Hovells Tagebuch und dessen Aussagen, weil Humes Tagebuch Bland zu knapp war. Daher nennt er im Titel auch Hovells Namen zuerst und folgt damit einerseits der allgemeinen Tendenz, wurde damit andererseits aber auch zu einem Auslöser des Streits zwischen Hume und Hovell.

### Streit zwischen Hume und Hovell
1853 brach zwischen Hume und Hovell ein Jahre andauernder Streit aus, der jedoch eine längere Vorgeschichte hat. Von Anfang an war das Verhältnis der Männer nicht ungetrübt, was hauptsächlich in ihrer unterschiedlichen Herkunft begründet liegt. Hume galt wegen seiner Geburt in Australien als „Eingeborener“, auf den die englischen Einwanderer herabblickten. Er war in einer freieren Gesellschaft aufgewachsen als Hovell, denn in England war die gesellschaftliche Atmosphäre noch autoritär. So sollen Hume und Hovell einander gehasst haben; letzterer musste jedoch akzeptieren, dass Hume ihm in der Wildnis weit überlegen war. Später wurde von den anderen Expeditionsteilnehmern behauptet, dass Hovell stark unter Hume gelitten habe. Hume habe den Engländer häufig gedemütigt und erniedrigt. In Hovells Tagebuch findet sich jedoch kein Hinweis darauf, weshalb diese Geschichten wahrscheinlich erfunden sind.
Obwohl Hovells Name gemeinhin Humes vorangestellt wurde, litt Hovells Ruf mit der Zeit stärker als Humes Ansehen. Grund dafür war, dass Fehlberechnungen Hovells bekannt wurden und klar wurde, dass die Expedition Western Port nie erreicht hatte. Ab den 1830er Jahren behauptete Hume, um diesen Sachverhalt schon immer gewusst zu haben. Bei der allgemeinen Kritik an Hovell wurde allerdings außer Acht gelassen, dass er unter schwierigen Bedingungen arbeiten musste und seine Breitengradberechnungen noch erstaunlich genau waren, aber eine korrekte Bestimmung des Längengrades unter den gegebenen Umständen so gut wie unmöglich war. Über die Jahre verschlechterte sich so die Beziehung der beiden Entdecker.
Zum offenen Streit kam es nach einer Rede Hovells auf einer Feier der Siedlung Geelong 1853. Zu ihr war eigentlich auch Hume eingeladen, aus unbekannten Gründen hatte ihn die Einladung jedoch nicht erreicht, sodass Hovell der einzige Ehrengast war. Er hielt eine Rede über die Expeditionsreise von 1824, die offenbar vom Geelong Advertiser and Intelligencer falsch wiedergegeben wurde. Hume erhielt eine Kopie des Zeitungsexemplars und sah seinen Anteil an der Expedition heruntergespielt, obwohl er tatsächlich auf der Feier keineswegs vergessen worden war. Auch lässt das erhaltene Manuskript der Rede nicht darauf schließen, dass Hovell Hume in irgendeiner Weise abgewertet hätte. Hume verfasste wegen dieser Rede „A brief statement of facts in connection with an overland expedition from Lake George to Port Phillip in 1824“, eine 34 Seiten lange Streitschrift, die 1855 veröffentlicht wurde und in der er die Tatsachen richtigstellte, die seiner Ansicht nach von Hovell verfälscht worden waren. Diese Veröffentlichung zog einen längeren schriftlich geführten Streit nach sich. Zunächst schrieb Hovell im Februar 1855 einen Brief, in dem er sich auf eine Passage bezieht, die den Expeditionsteilnehmer Henry Angel zitiert. Dieser behauptet, Hume habe Hovell als Feigling bezeichnet. Hovell fragte, ob dies den Tatsachen entspreche, was Hume in einem Antwortbrief bejahte.
Auch William Bland schaltete sich ein und schrieb an zwei Zeitungen einen Brief, der am 1. März 1855 veröffentlicht wurde. Darin erklärt er, wieso er in seinem Werk über die Expedition Hovells Namen vorangestellt habe und verleiht seiner Hoffnung Ausdruck, „alle möglichen […] Gründe für künftige Verstimmungen“ beseitigt zu haben. Als Grund für die Voranstellung Hovells nennt er, dass er die sichere Heimkehr der Truppe nach Sydney in erster Linie Hovells Verstand zuschreibe. Hume reagierte wenige Tage später mit einem öffentlichen Brief in derselben Zeitung, in dem er Blands Einschätzung von Hovells Rolle widerspricht.
Als Reaktion auf A brief statement… schrieb Hovell selbst eine Streitschrift mit dem Titel Reply to „A brief statement of facts, in connection with an overland expedition from Lake George to Port Phillip, in 1824“, die eine Gegendarstellung zu Humes Behauptungen war. Im September 1855 gab Hume in einem öffentlichen Brief dann bekannt, A brief statement zu überarbeiten und neu herausgeben zu wollen. Dies geschah jedoch erst 17 Jahre später, als er ein Vorwort verfasste und den Text mit weiteren Anmerkungen versah. Hovell schrieb darauf Answer to the preface to the second edition of Mr. Hamilton Humes „A brief statement of facts“ in connection with an overland expedition from Lake George to Port Phillip, in 1824. Da Hume 1873 verstarb und die zweite Auflage seiner Kampfschrift nach seinem Tod herausgegeben wurde, markiert Hovells Answer… das Ende des Disputs.

### Western-Port-Siedlung
Zwar kündigte Gouverneur Brisbane schon im März 1825 an, eine weitere Expedition mit dem Schiff nach Western Port zu schicken, doch erst sein Amtsnachfolger Ralph Darling setzte das Versprechen Ende 1826 in die Tat um. Der Gouverneur verschiffte 20 Soldaten, 20 Sträflinge und wenige Zivilisten mit den Schiffen Dragon und Fly, die im November oder Dezember 1826 ihr Ziel erreichten. Auch William Hovell nahm daran teil und musste bei der Ankunft feststellen, dass seine Positionsberechnungen von 1824 offensichtlich falsch waren. Während der nächsten fünf Monate erkundete und dokumentierte er die Region und fand nahe Cape Paterson Kohlevorkommen.
Noch am Tag ihrer Ankunft gründete die Gruppe eine Siedlung nahe dem heutigen Corinella. Allerdings fanden die Siedler kein Wasser, die Kultivierung des Landes misslang. Im Januar oder Februar 1828 wurde die Siedlung deshalb aufgegeben.

### Spätere Expeditionen
Nach Hume und Hovells Expedition von 1824 gab es noch zwei weitere Expeditionen mit ähnlicher Zielsetzung.
1830 folgte Charles Sturt dem Murrumbidgee River bis zum Murray River und diesem bis zum Lake Alexandrina. In dem Glauben, das Binnenmeer in Australien gefunden zu haben, kehrte Sturt um und entdeckte somit nicht, dass der Murray noch weiter ins Meer fließt. Dennoch ist ihm die Entdeckung des Murray-Darling-Flusssystems zuzuschreiben. Zur Verärgerung Humes gab Sturt dem Murray River seinen heutigen Namen nach George Murray, einem britischen Soldaten und Politiker, der sich für die Gründung der Kolonie Western Australia von London aus eingesetzt hatte. Hume empfand dies als ungerecht, da er den Murray zuerst entdeckt und bereits „Hume River“ genannt hatte.
1835 startete unter Thomas Mitchell und Richard Cunningham eine Expedition, die beweisen sollte, dass der Darling River nicht in den Murray River fließt. Mitchell musste jedoch seinen Irrtum feststellen. Cunningham verirrte sich und wurde von Aborigines aufgenommen, fiel dann aber ins Delirium und wurde schließlich von ihnen getötet. Mitchell dagegen überquerte den Murray River, fand wie Hume und Hovell ein Jahrzehnt zuvor vielversprechende Landschaften vor und erreichte schließlich bei Portland die Südküste.

### Erinnerungskultur
1922 wurde in Melbourne das Hume and Hovell Centenary Celebrations Committee gegründet, ein Komitee, das die Anwohner der Expeditionsroute bei der Organisation der 100-Jahr-Feiern unterstützen sollte. Es bat Stadträte und Schulen, an der Route Denkmäler in Form von Platten, Steinpyramiden und Obelisken zu errichten und so den Weg von Hume und Hovell zu markieren. Insgesamt wurden 37 Monumente in Victoria errichtet, die meisten davon im Jahr 1924 zum hundertjährigen Jubiläum. Repräsentanten des Komitees und Parlamentarier folgten der ungefähren Route von Albury nach Lara mit dem Auto und weihten unterwegs zahlreiche Denkmäler ein.
Die Monumente stehen zum Beispiel bei Beveridge, Greenvale, St. Albans, Werribee und Lara.

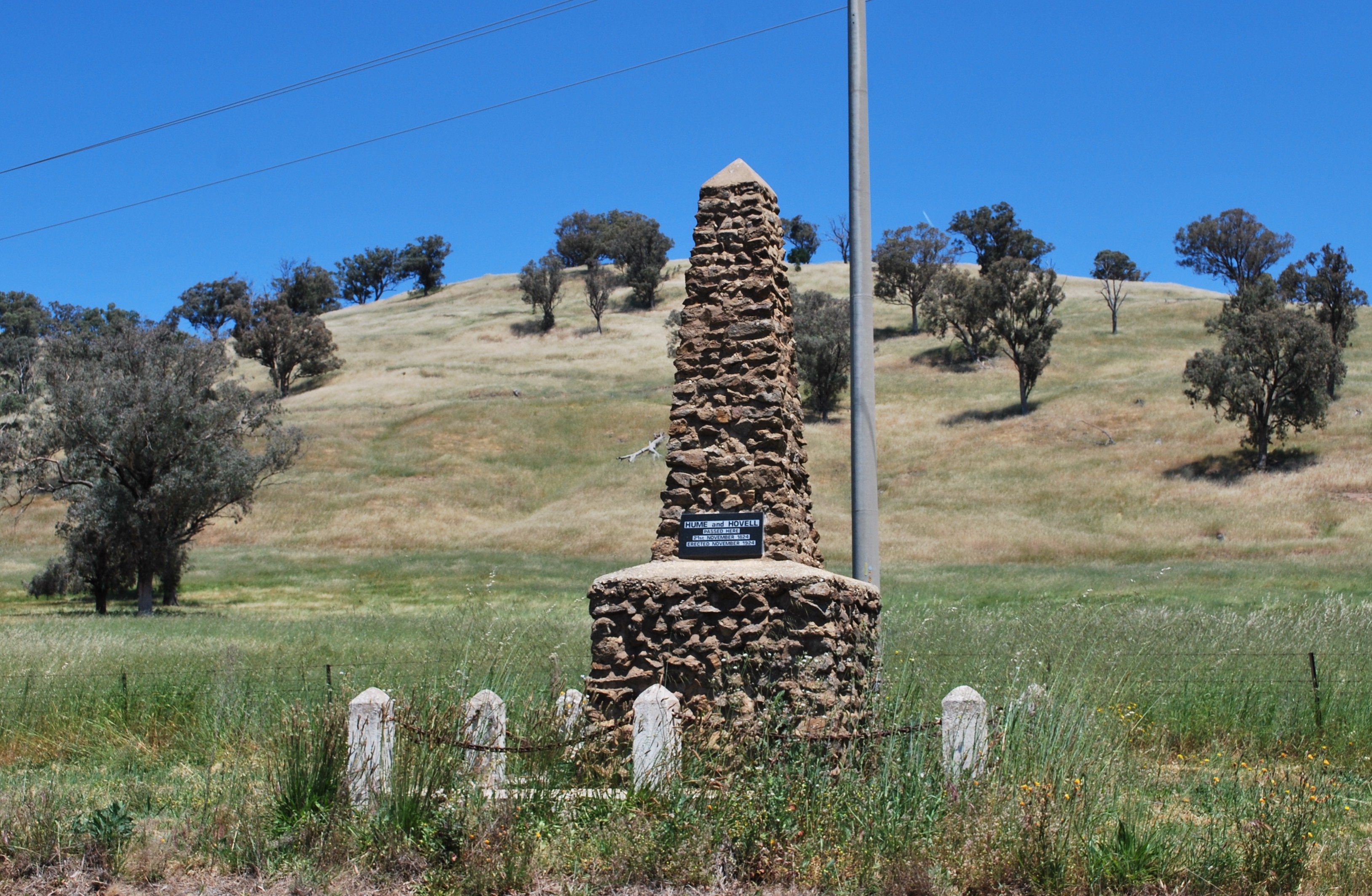
Hume and Hovell Memorial bei Ebden
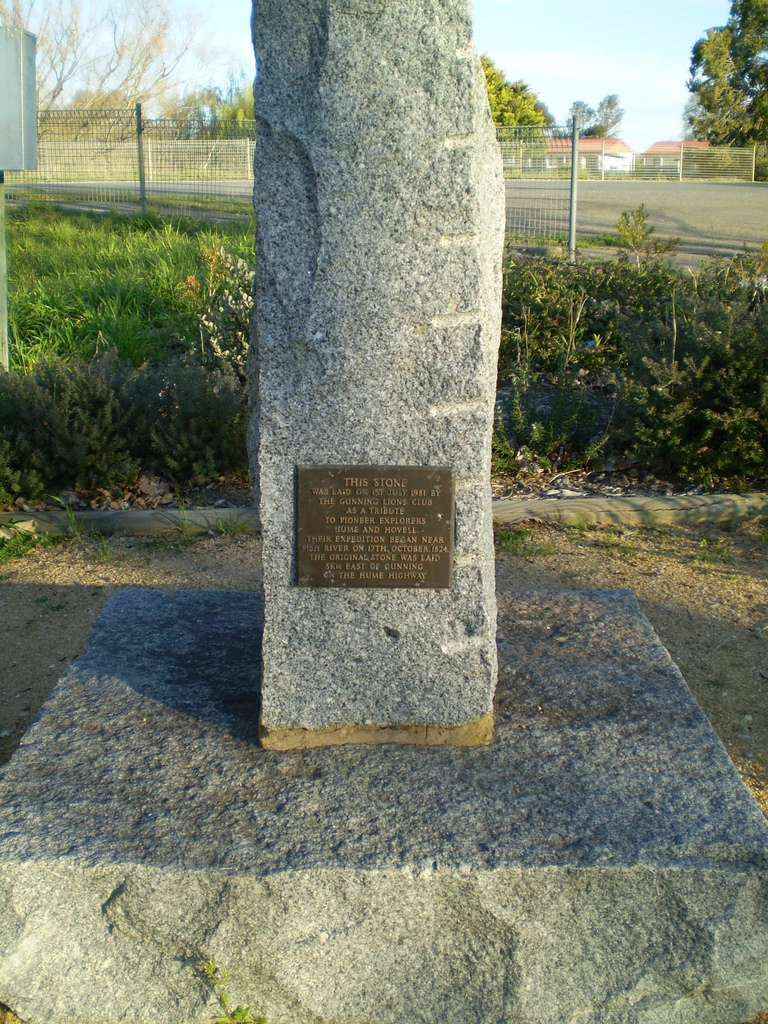
Hume and Hovell Monument bei Gunning, aufgestellt 1981
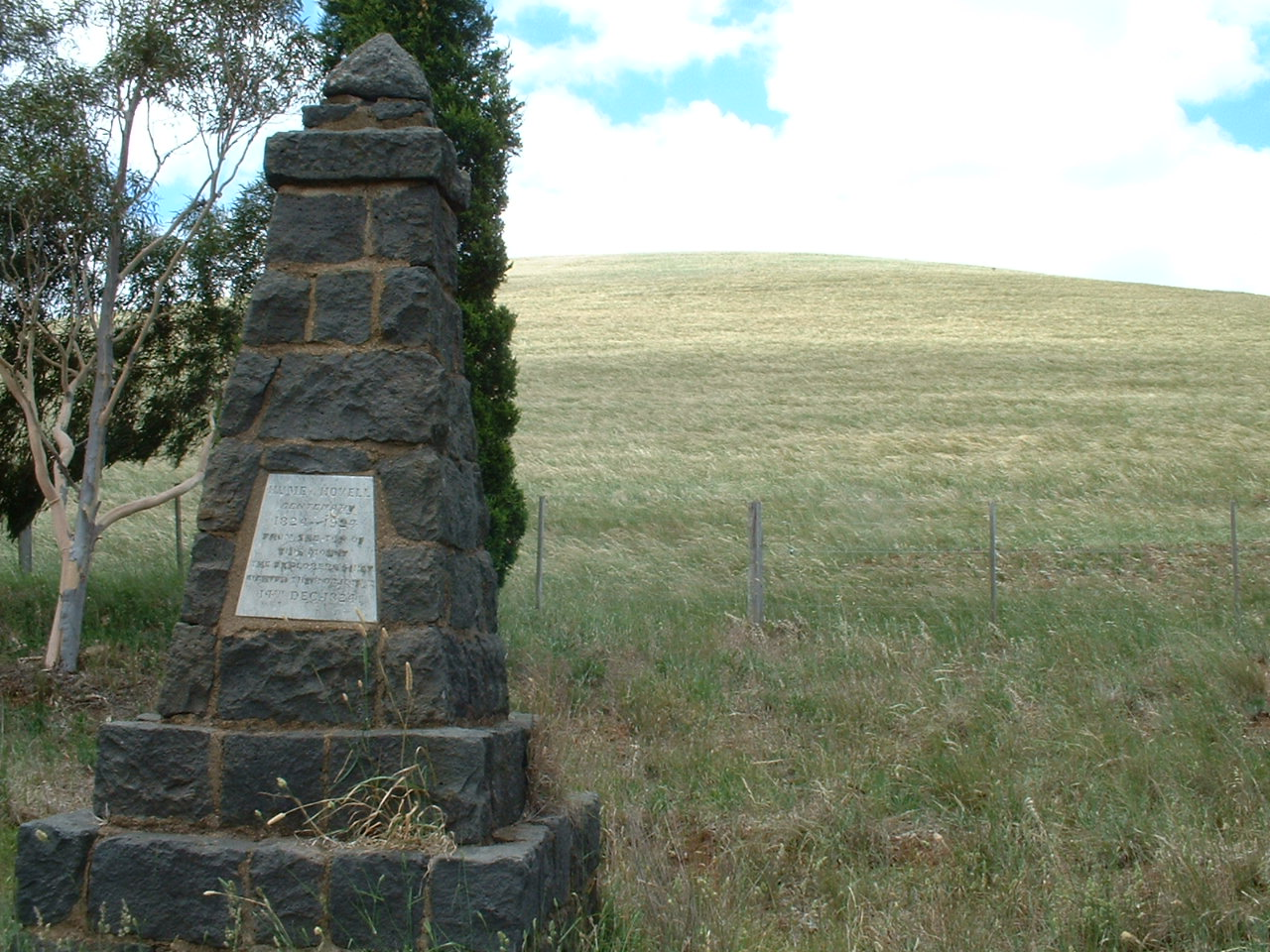
Hume and Hovell Monument bei Beveridge am Fuße des Mount Fraser
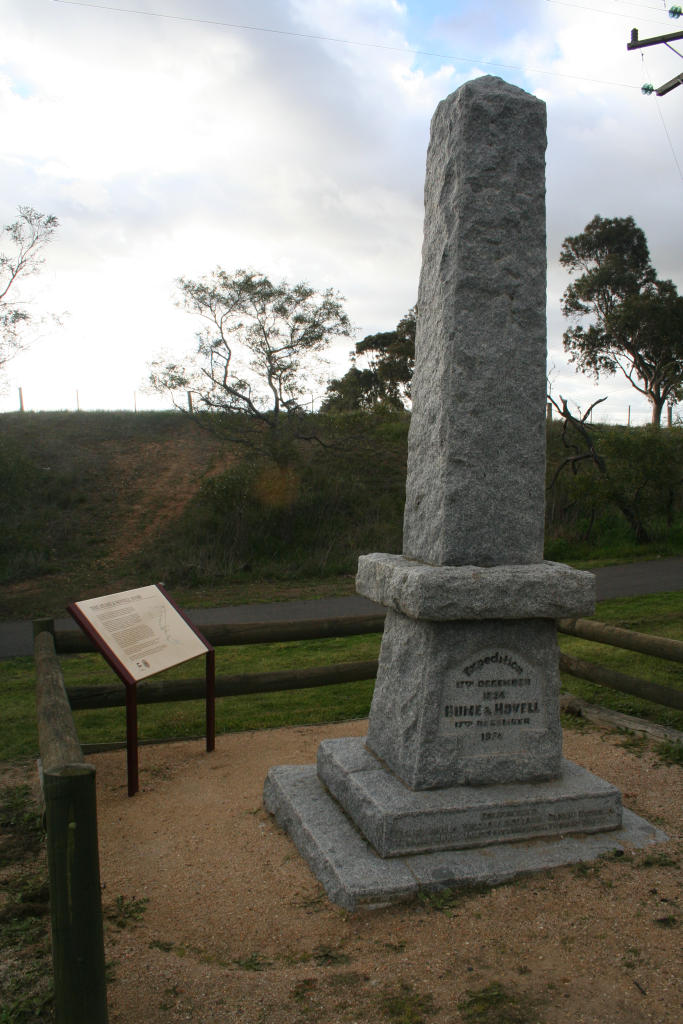
Hume and Hovell Monument in Lara, aufgestellt 1924

Es gibt einen Hume and Hovell Cricket Ground etwa 85 km von Melbourne entfernt. Seit dem Jahre 1982 gibt es einen 440 km langen Weg, den Hume and Hovell Walking Track, der von Yass bis nach Albury führt. Zudem folgt der Hume Highway ungefähr der Expeditionsroute. Ebenfalls nach Hamilton Hume wurde ein Stadtteil von Tuggeranong, einer Vorstadt von Canberra benannt. William Hilton Hovell ist der Namensgeber des William Hovell Drive, der die Stadtteile Belconnen und North Canberra verbindet. Auch in anderen Teilen Australiens sind Straßen nach den Entdeckern benannt worden.
Zu ihren Ehren wurde 1976 in Australien eine Briefmarke mit Porträts der beiden Entdecker herausgegeben.